# Ashly Burch

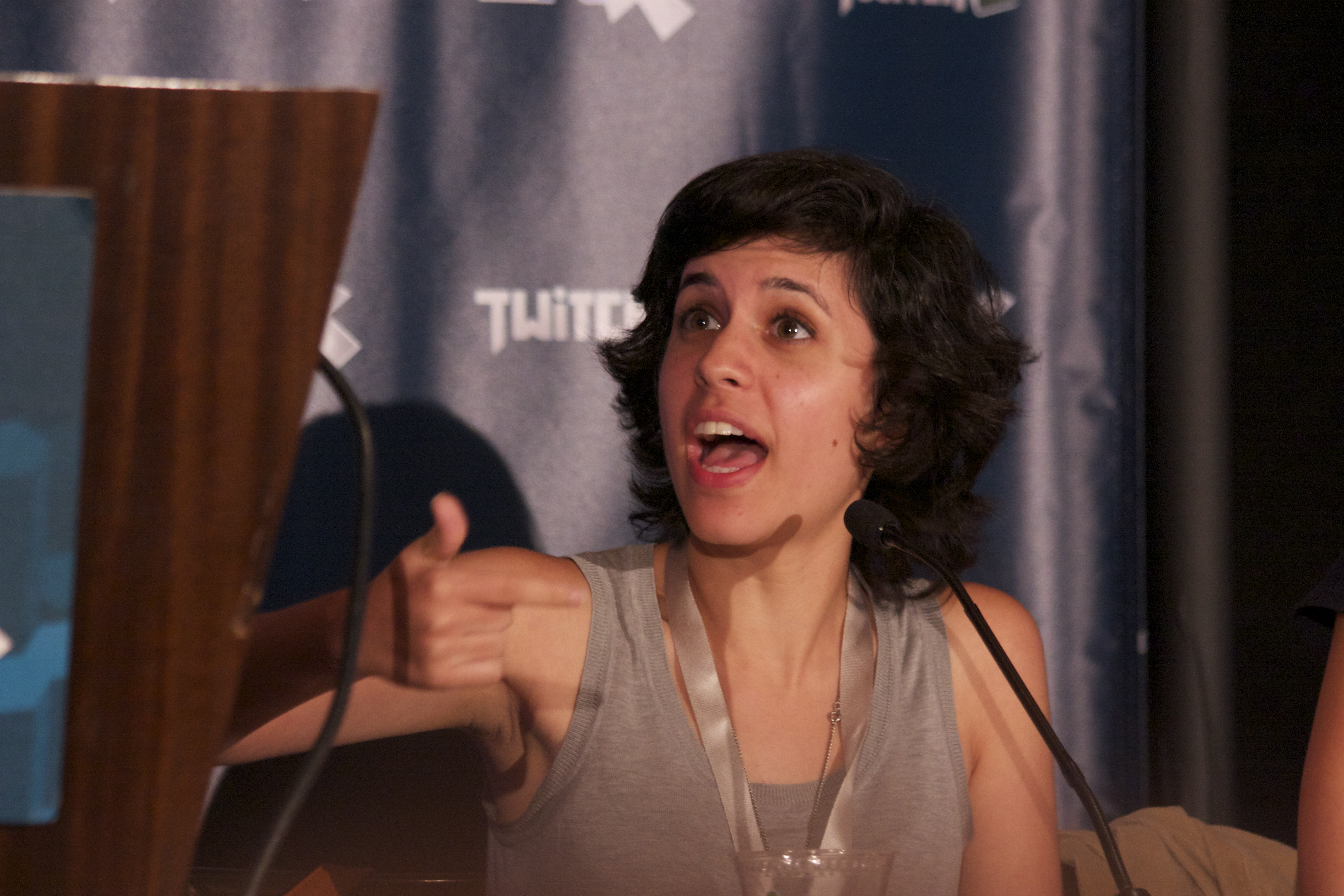
Ashly Burch, 2013

Ashly Burch (* 19. Juni 1990 in Phoenix, Arizona) ist eine US-amerikanische Schauspielerin, Drehbuchautorin, Autorin, Regisseurin, Sängerin und Synchronsprecherin.

## Leben
Burch begann ihre Karriere mit der US-amerikanischen Youtube-Comedy-Serie Hey Ash, Whatcha Playin'?, die sie ab 2008 zusammen mit ihrem Bruder verfasste und in der sie die Hauptrolle der Ash spielte. Nach dem Tod ihres Partners, dem Schauspieler und Drehbuchautor David Fetzer, konzentrierte sie sich mehr auf ihre Synchron- und Autorentätigkeit. Bekannt und ausgezeichnet wurde sie 2015 für ihre Stimme der Chloe Price im Spiel Life Is Strange. Burch sprach die Hauptrolle der Aloy im 2017 erschienenen Spiel Horizon Zero Dawn, welches mit 7,6 Millionen innerhalb eines Jahres nach Erscheinen verkauften Einheiten zum erfolgreichsten neuen First-Party-Franchise für die Playstation 4 wurde. Im selben Jahr konnte Burch aufgrund des Streiks der amerikanischen Vereinigung von Fernseh- und Radiokünstlern SAG-AFTRA ihre Rolle der Chloe Price im Nachfolger von Life Is Strange, Life Is Strange: Before the Storm, nicht wieder aufnehmen. Nach Beendigung des Streiks übernahm sie die Rolle für die im Frühjahr 2018 erschienene Bonusepisode Lebewohl (englischer Originaltitel Farewell) erneut. Außerdem wirkte Burch als Sängerin bei zwei Soundtracks zu TV-Serien mit.

## Filmografie (Auswahl)

### Schauspielerin
- 2008–: Hey Ash, Whatcha Playin'?
- 2012: Must Come Down
- 2013: School of Thrones
- 2013: Baked Goods
- 2015–2016: RocketJump: The Show
- 2016–2018: Critical Role
- 2020–2025: Mythic Quest: Raven's Banquet
- 2024: We’re All Gonna Die

### Synchronrollen
- 2012: Awesomenauts als Ayla
- 2012: Borderlands 2 als Tiny Tina
- 2012: Steins;Gate als Mayuri Shiina
- 2013: Aliens: Colonial Marines als Lisa Reid
- 2013: TowerFall
- 2013: Saints Row IV als Ashly Burch
- 2013–: Attack on Titan als Sasha Braus
- 2013–2014: Bee and PuppyCat
- 2014: Project Spark
- 2014: Team Fortress 2 als Miss Pauling
- 2014–2016: Adventure Time – Abenteuerzeit mit Finn und Jake
- 2015: Life Is Strange als Chloe Price
- 2015: Mortal Kombat X als Cassie Cage
- 2015: Attack on Titan als Sasha Braus
- 2015: Attack on Titan: Junior High als Sasha Braus
- 2015: Minecraft: Story Mode als Cassie Rose
- 2015: Fallout 4
- 2015: Attack on Titan: Junior High
- 2016: Rise of the Tomb Raider als Nadia
- 2016: Lego Marvel's Avengers als Kamala Khan / Ms. Marvel
- 2016: Battleborn als Orendi
- 2017: Horizon Zero Dawn als Aloy, Elizabet Sobeck
- 2017: OK K.O.! Let's Be Heroes als Enid
- 2017: Guardians of the Galaxy: The Telltale Series als Nebula
- 2017: Steven Universe als Rutile
- 2017: Dota 2 als Mireska Sunbreeze, the Dark Willow
- 2018: Life Is Strange: Before the Storm als Chloe Price (Bonusepisode: Lebewohl)[4]
- 2019: Afterparty als Sam Hill
- 2019: The Outer Worlds als Parvati Holcomb
- 2019: The Blackout Club
- 2020: Valorant als Viper
- 2020: The Last of Us Part II als Mel
- 2020: The Red Lantern
- 2022: Horizon Forbidden West als Aloy, Beta, Elisabet Sobeck

### Drehbuchautorin
- 2012–: Hey Ash, Whatcha Playin'?
- 2015–2016: RocketJump: The Show
- 2016–2018: Adventure Time – Abenteuerzeit mit Finn und Jake (Staffeln 7, 8 und 9)[5]
- 2017: Life Is Strange: Before the Storm (Videospiel)[6]
- 2019: Glitch Techs

### Regisseurin
- 2015: RocketJump: The Show

## Auszeichnungen
Burch wurde für ihre Rollen in Life Is Strange und Horizon Zero Dawn in den Jahren 2016 und 2018 für einen BAFTA Video Games Award nominiert. In den Jahren 2015 und 2017 gewann sie insgesamt drei Golden Joystick Awards.
Als Teil des Autorenteams der Serie Adventure Time wurde Burch 2016, 2017 und 2018 für einen Primetime Emmy Award in der Kategorie Outstanding Short Form Animated Program nominiert, welchen sie 2017 gewann.